# Soddo
Soddo lub Wolaita Sodo– miasto w Etiopii, największe w  Regionie Narodów, Narodowości i Ludów Południa (SNNPR). Centrum administracyjne Strefy Wolaita. Według danych projekcyjnych z 2021 roku liczy 195 tys. mieszkańców i jest dwunastym co do wielkości miastem Etiopii.

## Miasta partnerskie
- Bracciano  Włochy[2]